# Penpa Cering
Penpa Cering (tyb. སྤེན་ པ་ ཚེ་ རིང་, ur. 1967 w Bylakuppe) – tybetański polityk, przewodniczący Tybetańskiego Parlamentu na Uchodźstwie.

## Życiorys
Kształcił się początkowo w Central School for Tibetans w swojej rodzinnej miejscowości. Ukończył ją z wyróżnieniem. Następnie studiował ekonomię w Madras Christian College w Ćennaju. Był właścicielem firmy eksportowej i restauracji.

### Kariera polityczna

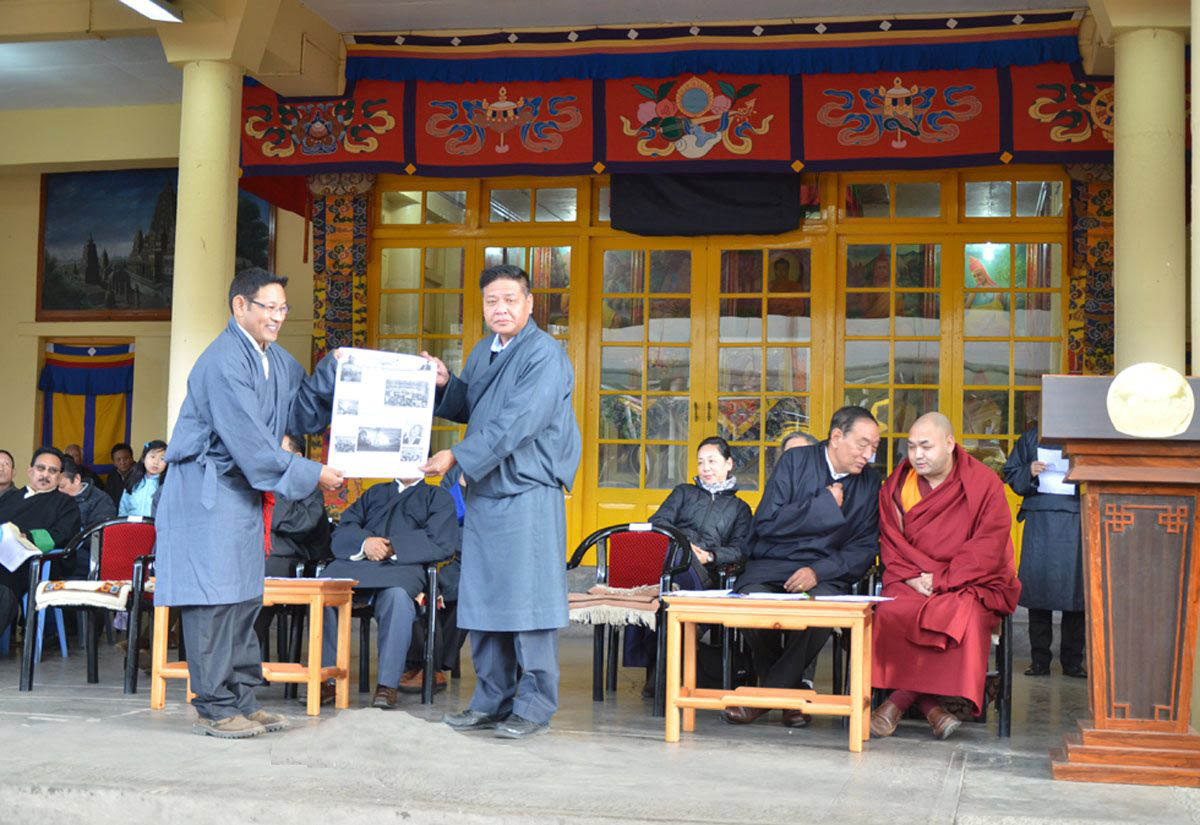
Penpa Cering (2012)

W 1996 wszedł w skład Tybetańskiego Zgromadzenia Przedstawicieli Ludowych XII kadencji. W wyborach parlamentarnych w 2006 roku uzyskał reelekcję. 16 grudnia 2008 zastąpił Karma Chophel na stanowisku przewodniczącego Tybetańskiego Parlamentu na Uchodźstwie XIV kadencji. W wyborach w 2011 ponownie otrzymał mandat deputowanego. Pod koniec maja 2011 został wybrany speakerem parlamentu XV kadencji.